# یمی‌یروی
یَمی‌یَرْوی (به فنلاندی: Jämijärvi) یک منطقهٔ مسکونی در فنلاند است که در ساتاکونتا واقع شده‌است.